# 610 v.Chr.
Het jaar 610 v.Chr. is een jaartal volgens de christelijke jaartelling. 

## Gebeurtenissen

### Egypte
- Koning Necho II (610 - 595 v.Chr.) de derde farao van de 26e dynastie van Egypte.

### Babylonië
- Koning Nabopolassar van Babylon rukt op langs de bovenloop van de Eufraat.
- Cyaxares II, koning der Meden verovert het koninkrijk Urartu.
- De Assyrische koning Assur-uballit II verlaat de stad Harran.

## Geboren
- Anaximander van Milete (610 v.Chr. - 546 v.Chr.), presocratische filosoof

## Overleden
- Psammetichus I, farao van Egypte
- Sun Yang/Bole, Chinese paardengod